# Mira Murati
Mira Murati (Vlorë, Albania 16 de diciembre de 1988) es una desarrolladora de software que ha sido directora de tecnología de OpenAI desde 2018. En noviembre de 2023 se desempeñó brevemente como CEO interina de OpenAI. The Times la cita como "la creadora de ChatGPT". En febrero de 2025 creó la fundación Thinking Machines Lab con el objetivo de trabajar para la creación de sistemas de IA  más transparentes y éticos.

## Trayectoria
Nacida en Vlorë, en un entorno post-comunista con pocos recursos, con su talento para las matemáticas logró una beca en Canadá donde viajó con 16 años. Se licenció en Ingeniería Mecánica en la Universidad de Dartmouth, tras lo cual hizo prácticas de verano como analista en Goldman Sachs. A  continuación, en 2012 trabajó como ingeniera en la empresa aeroespacial francesa Zodiac Aerospace. A partir de 2013 trabajó en Tesla donde fue nombrada jefa de producto en para el vehículo Model X. Después trabajó como Vicepresidenta de Producto e Ingeniería en Leap Motion, una empresa de software y hardware para el desarrollo de realidad virtual que fabrica controladores que permiten a las personas usuarias manipular objetos digitales con los movimientos de sus manos cuando están conectados a un PC o un Mac. En Leap Motion lanzó también un nuevo software diseñado para el seguimiento de la mano en la realidad virtual.
Llegó a Open AI en 2018. En 2023 como directora de tecnología de OpenAI y su equipo crearon ChatGPT y una Inteligencia Artificial (IA) que genera obras de arte a partir de pautas dadas Dall-E. Previamente, en 2022 se había prelanzado ChatGPT, como IA entrenada para mantener conversaciones y redactar textos.
Mira Murati cree que el ChatGPT es una oportunidad para la educación, aunque hay que establecer normas y límites en su uso cotidiano. Opina que deben ser los gobiernos quienes regulen el uso de la Inteligencia Artificial y no las empresas, y que los filósofos, humanistas, artistas y científicos sociales tiene que participar en la reflexión colectiva sobre este tema.
El 17 de noviembre de 2023 asumió brevemente el cargo de CEO interina de OpenAI tras el abrupto despido de Sam Altman. Fue reemplazada por Emmett Shear tres días después, quien a su vez fue reemplazado cuando Altman se reintegró cinco días después de su salida, regresando Murati a su rol como CTO.
En septiembre de 2024, Mira Murati dejó de ser la directora de tecnología (CTO) de OpenAI. "Me estoy alejando porque quiero crear el tiempo y el espacio para hacer mi propia exploración", escribió Murati en una publicación en X.
En febrero de 2025 presentó Thinking Machines Lab, una corporación de beneficio público que tiene como objetivo desarrollar sistemas de IA más transparentes, personalizables y comprensibles, que faciliten la colaboración  con científicos y programadores desde una base de seguridad y ética. Entre las personas involucradas en la startup se encuentran el cofundador de OpenAI, John Schulman, y los asesores Alec Radford y Bob McGrew. El sitio web de la startup se afirma que su misión es "lograr que los sistemas de IA sean más ampliamente comprendidos, personalizables y de amplia capacidad", con énfasis en la investigación, la multimodalidad y la seguridad.